# Liste der Naturdenkmale im Landkreis Vorpommern-Rügen
Die Liste der Naturdenkmale im Landkreis Vorpommern-Rügen nennt die Listen der im Landkreis Vorpommern-Rügen in Mecklenburg-Vorpommern gelegenen Naturdenkmale.

## Naturdenkmallisten
Die Liste der Naturdenkmale im Landkreis ist in Teillisten geteilt.
| Kommune/Amt               | Liste                                                |
| ------------------------- | ---------------------------------------------------- |
| Binz                      | Liste der Naturdenkmale in Binz                      |
| Grimmen                   | Liste der Naturdenkmale in Grimmen                   |
| Marlow                    | Liste der Naturdenkmale in Marlow                    |
| Putbus                    | Liste der Naturdenkmale in Putbus                    |
| Sassnitz                  | Liste der Naturdenkmale in Sassnitz                  |
| Stralsund                 | Liste der Naturdenkmale in Stralsund                 |
| Süderholz                 | Liste der Naturdenkmale in Süderholz                 |
| Zingst                    | Liste der Naturdenkmale in Zingst                    |
| Amt Altenpleen            | Liste der Naturdenkmale im Amt Altenpleen            |
| Amt Barth                 | Liste der Naturdenkmale im Amt Barth                 |
| Amt Bergen auf Rügen      | Liste der Naturdenkmale im Amt Bergen auf Rügen      |
| Amt Darß/Fischland        | Liste der Naturdenkmale im Amt Darß/Fischland        |
| Amt Franzburg-Richtenberg | Liste der Naturdenkmale im Amt Franzburg-Richtenberg |
| Amt Miltzow               | Liste der Naturdenkmale im Amt Miltzow               |
| Amt Mönchgut-Granitz      | Liste der Naturdenkmale im Amt Mönchgut-Granitz      |
| Amt Niepars               | Liste der Naturdenkmale im Amt Niepars               |
| Amt Nord-Rügen            | Liste der Naturdenkmale im Amt Nord-Rügen            |
| Amt Recknitz-Trebeltal    | Liste der Naturdenkmale im Amt Recknitz-Trebeltal    |
| Amt Ribnitz-Damgarten     | Liste der Naturdenkmale im Amt Ribnitz-Damgarten     |
| Amt West-Rügen            | Liste der Naturdenkmale im Amt West-Rügen            |